# António Teixeira (calciatore)
António Teixeira (fl. XX secolo) è stato un calciatore portoghese, di ruolo difensore.

## Carriera

### Nazionale
Giocò la sua unica partita con la maglia della Nazionale portoghese nel 1931.

## Palmarès

### Club

#### Competizioni nazionali
- Coppa del Portogallo: 1

Máritimo: 1926